# 霍爾普巴赫河
50°46′43″N 7°42′10″E / 50.778599°N 7.70268°E
霍爾普巴赫河（德語：Holper Bach），是德國的河流，位於該國西部，流經北萊茵-威斯特法倫州，屬於錫格河的右支流，河道全長14.4公里，流域面積26.2平方公里。